# 斯波盧卡角

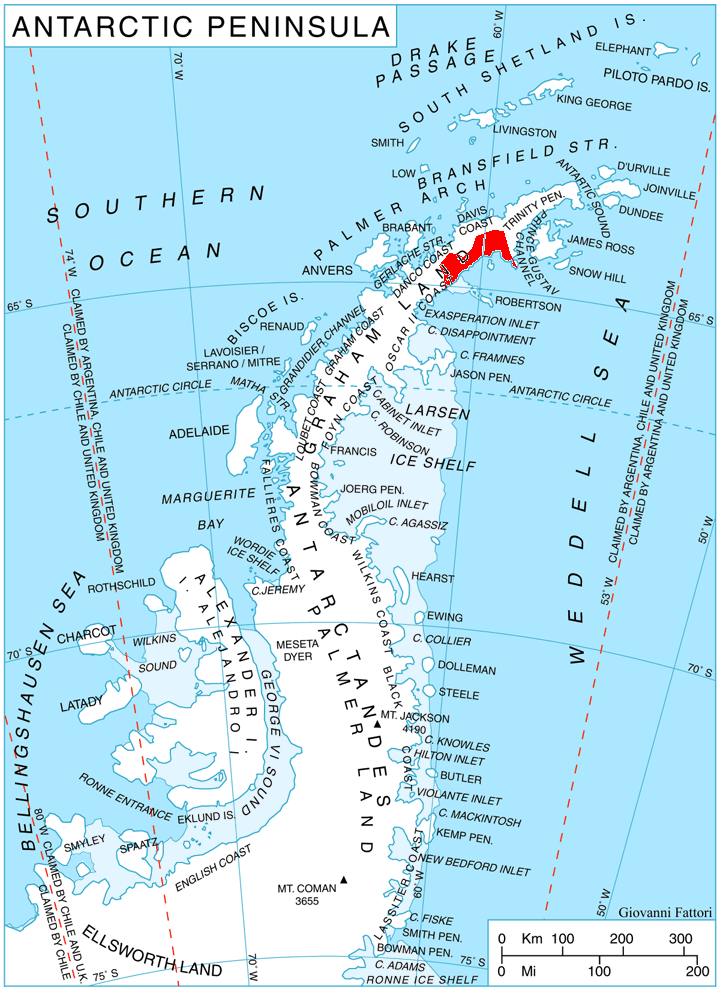

斯波盧卡角是南極洲的海岬，位於葛拉漢地，處於福瑟吉爾角西南面6.9公里和沃斯利角以北4.35公里，最終注入奧德林灣，以保加利亞南部鄉鎮命名。
64°36′40″S 60°21′45″W / 64.61111°S 60.36250°W

## 外部連結
- Spoluka Point. （页面存档备份，存于） SCAR Composite Antarctic Gazetteer.